# Karl Lagerfeld

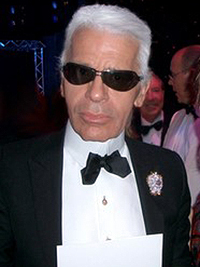
Karl Lagerfeld

Karl Otto Lagerfeld ((germană: [ˈkaɐ̯l ˈlaːgɛɐ̯ˌfɛlt], n. 10 septembrie 1933, Hamburg, Germania Nazistă – d. 19 februarie 2019, Neuilly-sur-Seine, Île-de-France, Franța) a fost un designer vestimentar, fotograf, caricaturist, designer și costumier german, care a locuit în Paris cea mai mare parte a vieții sale. 
Lagerfeld a fost directorul creativ al cunoscutei casei de modă franceze Chanel, poziție pe care a deținut-o din 1983 până la decesul său, survenit în 19 februarie 2019, la vârsta de 85 de ani, după mai multe probleme de sănătate.
Karl Lagerfeld a fost de asemenea, între 1965 și 2019, directorul creativ al casei de modă Fendi, specializată în blănuri și haine de piele, precum și al întregului brand omonim. Lagerfeld a colaborat cu numeroase alte entități și personalități din lumea modei (printre care se numără și marca Chloé) pe varii subiecte artistice și de modă.
Fiind unul dintre cei mai importanți creatori de modă ai sfârșitului de secol 20 și începutul secolului al 21-lea, Karl Lagerfeld era ușor de recunoscut pentru semnele sale distinctive, păr alb, de obicei legat la spate într-o coadă „de cal”, ochelari negri, mănuși de piele neagră fără degete, cravate negre lungi și largi, cu noduri mari, lejere, și cămăși albe cu gulere înalte, albe, detașabile.

## Premii
- 1985: Crucea Federală de Merit
- 1989: Bambi
- 1993: Lucky Strike Designer Award
- 1996: Deutsche Gesellschaft für Photographie
- 2005: Bambi
- 2008: Elle Fashion Star Award – categoria Platinum pentru întreaga activitate
- 2010: Commandeur al Legiunii de onoare franceze[20]